# Ultimo indizio
Ultimo indizio (Jigsaw John) è una serie televisiva statunitense in 16 episodi trasmessi per la prima volta nel corso di una sola stagione nel 1976.
La serie è basata sulle gesta di John P. St. John, conosciuto anche come Jigsaw John, un abile detective della sezione omicidi della polizia di Los Angeles.

## Trama
Los Angeles. John St. John è un detective della polizia noto per la sua memoria e la sua meticolosità nel risolvere i casi di omicidio.

## Personaggi
- John St. John (15 episodi, 1976), interpretato da Jack Warden.
- Sam Donner (15 episodi, 1976), interpretato da	Alan Feinstein.
- Maggie Hearn (15 episodi, 1976), interpretata da Pippa Scott.
- Frank Chen (15 episodi, 1976), interpretato da	James Hong.
- Wade (4 episodi, 1976), interpretato da Marc Singer.
- Capitano (2 episodi, 1976), interpretato da Lee Delano.
- Mrs. Cooley (2 episodi, 1976), interpretata da	Marjorie Bennett.
- Jay (2 episodi, 1976), interpretato da	Rudi Gernreich.

## Produzione
La serie fu prodotta da MGM Television e girata negli studios della Metro-Goldwyn-Mayer a Culver City in California.

### Registi
Tra i registi della serie sono accreditati:
- Fernando Lamas (1 episodio, 1976)
- David Moessinger (1 episodio, 1976)
- Allen Reisner (1 episodio, 1976)
- Reza Badiyi
- Charles S. Dubin
- Daryl Duke
- Harry Falk
- Paul Krasny
- Charles R. Rondeau

## Distribuzione
La serie fu trasmessa negli Stati Uniti nel 1976 sulla rete televisiva NBC. 
In Italia è stata trasmessa con il titolo Ultimo indizio.

## Episodi
| Stagione       | Episodi | Prima TV USA |
| -------------- | ------- | ------------ |
| Prima stagione | 16      | 1976         |